# Matematisk formel
 For alternative betydninger, se Formel.
En formel inden for matematik, såvel som fysik eller andre naturvidenskabelige fag, er en fremgangsmåde eller en algoritme til at finde frem til en given værdi eller ting.
En formel tager nogle inputs, altså nogle værdier man kommer ind i formlen, og formlen vil så give et (eller flere) output, som er det ønskede resultat.
Bag langt de fleste formler foreligger et bevis, men visse formler fremkommer som naturlove, og kan dermed ikke bevises. Disse kaldes undertiden for empiriske love, eller aksiomer inden for matematikken.

## Eksempel
Et eksempel på en formel inden for matematik er afstandsformlen, der giver afstanden mellem to punkter i planen som output/resultat. Inputtet består af koordinaterne til to punkter. 
{\displaystyle |AB|={\sqrt {(x_{2}-x_{1})^{2}+(y_{2}-y_{1})^{2}}}}
Beviset er at finde på siden der handler om afstandsformlen